# Brandon Fajardo
Pour les articles homonymes, voir Fajardo.
Pas d'image ? Cliquez ici

a Compétitions nationales et continentales officielles uniquement.

b Matchs officiels uniquement.
Dernière mise à jour le 3 avril 2020.
Brandon Fajardo, né le 25 juin 1994, est un joueur français de rugby à XV qui joue au poste de demi d'ouverture.

## Biographie

### Jeunesse et formation
Brandon Fajardo, fils d'un père rugbyman, commence sa carrière sportive à l'Union athlétique vicoise, club de Vic-Fezensac dans le Gers. Fajardo est issu de la communauté des gens du voyage.
Il continue son parcours dans le club de l'AS Fleurance avant de rejoindre le FC Auch en 2010. Son entraîneur à  Auch, Julien Sarraute, le reconverti du poste de centre à celui d'ouvreur et lui a enseigne les techniques du jeu au pied. En parallèle, Sébastien Piqueronies, alors responsable du pôle espoirs de Jolimont, le pousse également à devenir demi d'ouverture.
Brandon Fajardo est sélectionné en équipe de France junior, en catégorie des moins de 18 et de 19 ans, puis avec les moins de 20 ans.

### Carrière de joueur
Brandon Fajardo rejoint le FC Auch en 2010 et fait ses débuts en Pro D2.
En 2014, à la suite de la relégation de Auch en Fédérale 1, il rejoint la Section paloise à l'âge de 19 ans. Brandon Fajardo signe un contrat Espoir de deux ans.
Fajardo effectue quatre saisons complètes avec les sectionnistes, et aide le club vert et blanc à remonter en Top 14 en remportant le championnat de Pro D2 en 2015. Fajardo remporte le Tournoi des Six Nations des moins de 20 ans en 2014. Ainsi, il fait ses débuts en Top 14 lors de la saison 2015-2016. 
En juillet 2016, Fajardo est inclus dans la « Liste développement », regroupant 30 joueurs de moins de 23 ans à fort potentiel suivis par les entraîneurs de l'équipe de France pour la saison 2016-2017. 
Toutefois, Fajardo doit désormais faire face à la concurence de Colin Slade et Tom Taylor et l'émergence de Antoine Hastoy, et voit son temps de jeu diminuer.
Au cours de la saison 2018-2019, il est prêté au  Colomiers Rugby, avant de rejoindre l'Aviron bayonnais pour les saisons 2019-2020 et 2020-2021,. 
Cependant, il prend une retraite prématurée en 2021 en raison de problèmes récurrents aux adducteurs, présents depuis ses 18 ans.

### Carrière d'entraîneur
Après avoir raccroché les crampons en 2021, il a préparé et obtenu son diplôme d'État supérieur, ce qui lui permet désormais d'assumer des responsabilités importantes au sein de la structure de formation de la Section paloise.
Passionné de ce sport, il revient en Béarn en 2023 et s'investit pleinement dans la formation au sein de la Section, prenant la suite de Pierre Pérez. Son rôle actuel est celui de manager parcours Elite jeunes et responsable sportif de la formation et du centre de formation à Pau.
Fajardo joue un rôle clé dans la réorganisation et le développement des jeunes talents au sein de la Section. 

#### Manager du parcours élite jeunes à la Section paloise
En tant que manager du parcours élite jeunes, Fajardo est chargé de superviser le développement des jeunes joueurs prometteurs du club. Il assure une vision d'ensemble et une approche transversale sur les processus, le suivi et le modèle d'accompagnement des jeunes talents. Son objectif est de trouver un équilibre entre l’accompagnement bienveillant des joueurs et l’exigence du haut niveau, pour les préparer aux défis du rugby professionnel.
Sous sa direction, le parcours élite jeunes de la Section paloise met l'accent sur l'émergence des talents à travers une structure organisée et cohérente. La politique de formation est sélective, visant à fournir un accompagnement optimal à une élite réduite mais prometteuse, dans le but de maximiser leur potentiel et de les préparer au rugby de haut niveau.

#### Intégration au staff tricolore junior
Depuis le 1er juillet 2023, Brandon Fajardo a également intégré le staff de l’équipe de France des moins de 18 ans en tant qu’entraîneur de l’attaque et des trois-quarts. Cette position lui permet d’acquérir une vision du très haut niveau chez les jeunes, qu’il pourra comparer avec les standards de la Section paloise pour améliorer encore la formation des jeunes talents du club.

#### Directeur sportif adjoint à la Section paloise
En 2025, Brandon Fajardo, précédemment manager du parcours Élite jeunes, est promu directeur sportif adjoint pour épauler Piqueronies sur la gestion stratégique du club.

## Vie privée
Brandon Fajardo est le parrain de l'école de rugby de l'AS Fleurance. Il est issu de la communauté des gens du voyage.

## Palmarès
- Vainqueur du Tournoi des Six Nations des moins de 20 ans en 2014.
- Champion de France de Pro D2 avec la Section paloise en 2015.